# Всходня
Всхо́дня (пол. Wschodnia; также — Схо́дня, пол. Schodnia) — река в Польше, правый приток нижней Чарны, протекает по территории Свентокшиского воеводства на юго-востоке страны.
Длина — 48,5 км, площадь бассейна — 630,3 км².
Всходня начинается около Хмельника. Генеральным направлением течения реки является юго-восток. Впадает в Чарну около Полонца.
Притоки: Радна (правый), Саница, Поток от Низин, Поток Конемлоцки (левые).